# Шумський Сергій Васильович
Сергій Васильович Шу́мський (справжнє прізвище Чесноков; 19 жовтня 1820, Москва — 18 лютого 1878, Москва) — російський актор.

## Біографія
Народився 7 (19) жовтня 1820 року в Москві в міщанській родині. У 1841 році закінчив Московське театральне училище. Учень М. С. Щепкіна. В 1841—1878 роках грав в трупі Малого театру (у 1847—1850 роках працював в Одеському російському театрі, де грав головні ролі).
В кінці 1860-х років викладав сценічне мистецтво в Московській консерваторії. 1869 року поставив там оперу «Життя за царя» М. Глінки.
Помер в Москві 6 (18) лютого 1878 року.

## Ролі
В Малому театрі до 1847 року виступав переважно в водевілях. Грав ролі:
- Дюкро, Мотилькова («Два купця і два батька», «Барська пиха і Анютині очки» Д. Ленського);
- Огризкова («Плутанина» Федорова);
- молодого Глова («Гравці» М. Гоголя);
- пана N («Лихо з розуму» О. Грибоєдова).

Після Одеси, в Малому театрі серед перших значних образів актора були:
- Кочкарев («Одруження», 1850);
- Загорецкий («Лихо з розуму», 1850);
- Хлестаков («Ревізор», 1851).
- граф Любін («Провінціалка» Тургенєва, 1851, перша постановка в Москві).

Його шедеври — образи Жадова (1863), Крутицького («На всякого мудреця …», 1868), Счастливцева (1871). Був виконавцем ролей у п'єсах Мольєра (Скапен, Сганарель, Арнольфе — «Витівки Скапена», 1866, «Школа чоловіків», 1866, «Школа жінок», 1869).
Кращі ролі:
- Добротвірський («Бідна наречена», 1853), Оброшенов («Жартівники», 1864), Маргарітов («Пізня любов», 1873), Грозний («Правда — добре …», 1876) — все в п'єсах Островського;
- Плюшкін («Мертві душі», 1877), Шпріха («Маскарад», 1862), Тропачов («Нахлебник» Тургенєва, 1862), Пустозьоров («Мішура» О. Потєхіна, 1862), Чеглов-Соковнин («Гірка доля» Писемського, 1863), Іван Грозний («Смерть Івана Грозного» О. К. Толстого, 1868), Телятєв і Черемухин («Воробушки», 1867, і «Тетеревам не літати по деревам», 1872, Тарновського, переробки комедій Лабіша), Фігаро («Севільський цирульник», 1856, і «Весілля Фігаро», 1868, Бомарше), містер Форд («Віндзорські пустунки», 1866), Франц Моор (1868) та інші.